# Cixius inaffectata
Cixius inaffectata är en insektsart som beskrevs av Tsaur 1991. Cixius inaffectata ingår i släktet Cixius och familjen kilstritar. Inga underarter finns listade i Catalogue of Life.